# 探偵ホン・ギルドン 消えた村
『探偵ホン・ギルドン 消えた村』(たんていホン・ギルドン きえたむら、原題:탐정 홍길동: 사라진 마을)は、2016年に公開された韓国の映画である。

## 概要
『探偵ホン・ギルドン 消えた村』は、チョ・ソンヒが監督・脚本、朝鮮時代の小説『洪吉童伝』の主人公"洪吉童(홍길동)"をモチーフに翻案し、時に法を破ることも厭わない私立探偵ホン・ギルドンが主人公のネオ・ノワール・アクション映画である。
事件の解決率は高いがときに非情に無慈悲に事を遂行する私立探偵ホン・ギルドン役をイ・ジェフンが、巨大組織光隠(グァンウン)会の影の実力者でギルドンの過去を知っているカン・ソンイル役をキム・ソンギュンが、謎多き女性、ギルドンの唯一の対話相手でありファルビン財団の会長ファン役をコ・アラがそれぞれ演じている。
韓国内で観客79万2,469人を動員し、韓国映画興行ランキング1位、同時期公開作興行ランキング1位、全体興行ランキング2位を記録(映画振興委員会の入場券統合センター・2016年5月9日午前発表)した。

## あらすじ
時に非情に無慈悲に事を遂行し、事件の解決率は99％を誇るが、悪名は悪人よりも高い私立探偵ホン・ギルドンは、唯一解決できていない事件がある。20年前、ギルドンの母親が殺された事件で、母親を殺した仇敵キム・ビョンドクの行方を探索している。ギルドンは長年の努力がみのり、ビョンドクの行方を探し出す。ギルドンがビョンドクの家に乗り込むと、既のところでビョンドクは何者かに拉致され連れ出されていた。彼の家には、ビョンドクの孫娘のキム・トンイとキム・マルスンの姉妹だけが残っていた。その姉妹から祖父を探してほしいと頼まれるギルドンであったが、様子見を兼ねて姉妹の依頼を受けることにする。ギルドンは姉妹と一緒に再びビョンドクの行方を探しはじめる中、闇の巨大組織光隠会の存在を知る。そして、ギルドンは次第にその組織と対峙することになる。

## キャスト
ホン・ギルドン
演 - イ・ジェフン
非情に無慈悲に事を遂行する私立探偵。唯一解決していない20年前の母親が殺された事件を探索している。
カン・ソンイル
演 - キム・ソンギュン
巨大組織光隠(グァンウン)会の影の実力者。ギルドン自身も知らない過去を知っている。
ファン会長
演 - コ・アラ
ファルビン財団の会長。膨大な資金をもとにチャリティー事業を行っており、違法な興信所もやっている。ギルドンの唯一の対話相手であり、ボスである。
キム・ビョンドク
演 - パク･クンヒョン
20年前にギルドンの母親を殺した男。ギルドンは他の事件に携わりながら、ずっと行方を探している。
旅館のオーナー
演 - チョン･ソンファ
旅館の主人
キム・トンイ
演 - ノ・ジョンヒ
キム・マルスン
演 - キム・ハナ
ビョンドクの2人の孫娘。ギルドンに祖父の行方を探してほしいと依頼する。

## 派生商品
- 『探偵ホン・ギルドン』DVD (2016年10月5日、TCエンタテインメント)[7]